# 山羊・羊効果
山羊・羊効果（やぎ・ひつじこうか、英: sheep-goat effect）は、超心理学用語のひとつ。「山羊・羊仮説」、あるいは「羊と山羊の問題」、「シュマイドラー効果」（英: Schmeidler Effect）などとも呼ばれる。

## 概要
1942年に、ニューヨーク市立大学のガートルード・シュマイドラー(Gertrude Schmeidler)教授（心理学）は、超能力についての調査を実施した。このとき彼女は、事前アンケートの結果から、超能力の実在を信じている被験者グループを「羊」、信じていない被験者グループを「山羊」として、二つに分けた後、古典的なESPカードによる透視実験を行った。
その結果は、「羊」グループでは理論的期待値をわずかに上回る正解率が得られたのに対して、「山羊」グループでは理論的期待値をわずかに下回る正解率であった。この実験から、この奇妙な現象は「山羊・羊効果」と名づけられることになった。